# Otevřené recenzní řízení
Otevřené recenzní řízení je zvláštním druhem recenzního řízení - mechanismu zajišťování kvality vědeckých publikací skrze jejich kontrolu odbornými recenzenty, kteří doporučují článek ke zveřejnění a/nebo upozorňují na jeho nedostatky. 
Ačkoliv je otevřené recenzní řízení stále více diskutovanou součástí přístupu k otevřené vědě, neexistuje žádná jednoznačná definice nebo jednotný pohled na to, co vše tento koncept zahrnuje. Obecně se pod tímto pojmem chápe situace, kdy jsou některé nebo všechny aspekty recenzního řízení (totožnost recenzenta, jeho posudek nebo samotná platforma) otevřené. Často se proto lze setkat s přístupem, kdy se termín otevřená věda používán jako zastřešující koncept pro rozmanitou řadu inovací vylepšující a otevírající současný uzavřený proces recenzních posouzení. Tak je použit i v tomto článku.

## Důvody k otevření recenzního řízení
Obecně vzato se vědci shodují na tom, že recenzování vědeckých článků je nezbytností, ale stále častěji se objevují názory, že současný systém není optimální. Průzkum z roku 2008 například zjistil, že naprostá většina (85 %) badatelů souhlasila s tím, že „recenzování výrazně pomáhá vědecké komunikaci“ a ještě více (asi 90 %) uvedlo, že jejich poslední publikovaný článek byl vylepšen skrze recenzi. Přesto pouze dvě třetiny (64 %) uvedly, že jsou spokojeny se současným systémem vzájemného hodnocení a méně než třetina (32 %) se domnívá, že tento systém je nejlepší možný.
Tradiční model recenzního řízení je častým terčem kritiky, která se vztahuje na různé úrovně současného modelu. Kritika se týká jak práce samotných recenzentů, tak i redakčních rozhodnutí založených na recenzním hodnocení nebo ovlivňujících toto hodnocení.
Mezi kritizované aspekty uzavřeného recenzního řízení patří:
- Objektivita a nekonzistence: Vzhledem k tomu, že recenze závisí na lidském úsudku, jsou subjektivní a tudíž nekonzistentní.[3]
- Zpoždění: doba od přijetí článku k jeho publikování v mnoha časopisech přesahuje jeden rok, přičemž velkou část této doby zabere právě recenzní řízení, toto zpoždění zpomaluje dostupnost výsledků pro další výzkum.[1]
- Nedostatek odpovědnosti: uzavřené recenzní řízení umožňuje teoreticky recenzentům, redakcím, ale i autorům úmyslně rozvracet proces hodnocení. Příspěvky mohou být odmítány nebo přijímány například na základě známé preference nebo averze recenzenta k určitým teoriím, metodám nebo osobám. Recenzenti mohou článek odmítnout a nápady v něm obsažené “ukrást”, případně publikování pozdržet kvůli vlastním konkurenčním výzkumům.[1][3]
- Předsudky: recenzenti mohou propadat předsudkům na základě autorova pohlaví, národnosti atp[5]. Roli může hrát i instituce, ze které pochází.[1] Stejně tak se objevuje zaujetí proti “negativním studím”, které poukazují na fakt, že nějaká intervence nefunguje (časté pro oblast medicíny)[3]
- Nedostatek motivace: běžné recenzní řízení poskytuje jen málo pobídek pro recenzenty, jejichž práce je téměř výhradně neplacená a jejichž anonymní příspěvky nejsou publikovány a tudíž dostatečně oceněny či odměněny.[1][5]
- Plýtvání: komentáře recenzentů často přidávají kontext nebo poukazují na oblasti pro budoucí práci. Zákulisní diskuse recenzentů a autorů mohou také pomoct mladší výzkumníkům proniknout do procesu recenze.[1]

## Hlavní znaky otevřeného recenzního řízení
Ross-Hellauer ve své přehledové studii vytvořil schéma sedmi aspektů otevřeného recenzního řízení, které vychází z analýzy 122 různých definic otevřeného recenzního řízení nalezených v odborných článcích z databází Web of Science (WoS), Google Scholar, PubMed, ScienceDirect, JSTOR, Project Muse, portálu Google Books a vyhledávání na Googlu:
Mezi 7 aspektů otevřeného recenzního řízení patří:
- Otevřené identity: Autoři a recenzenti jsou si navzájem vědomi své identity
- Otevřené recenze: Recenzní hodnocení jsou publikovány spolu s příslušným článkem.
- Otevřená účast: Širší komunita může přispět k procesu hodnocení.
- Otevřená interakce: Přímá vzájemná diskuse mezi autorem (autory) a recenzenty a/nebo mezi recenzenty je povolena a podporována.
- Otevřené rukopisy před kontrolou: Rukopisy jsou okamžitě k dispozici (např. prostřednictvím preprintových serverů) před jakýmkoliv formálním procesem hodnocení.
- Otevřené komentování finální verze: Kontrola nebo komentování finální „verze záznamu“ publikací.
- Oddělená kontrola: Kontrolu zajišťuje jiná organizační jednotka, než je místo zveřejnění.

Tyto vlastnosti nepředstavují nutné koncepty otevřeného recenzního řízení - v různých zdrojích se objevují buď samostatně nebo v různých kombinacích. Zdaleka nejrozšířenějším aspektem je otevření identit (90 % nalezených záznamů), následují otevřené zprávy (59 % záznamů) a otevřená účast (24 % záznamů). Společně pokrývají tyto tři aspekty 99 % všech nalezených definic. Naopak otevřené komentování finální verze článku a oddělená kontrola skrze různé otevřené platformy se objevují pouze v minimu nalezených definic (5 %, respektive 1.6 %)
O jednotlivých aspektech otevřeného recenzního řízení je možné tvrdit, že řeší problémy spojené s tradičním recenzním řízením zmíněné výše. Odlišné aspekty nicméně řeší různé problémy různě a žádný aspekt neřeší všechny problémy. Jednotlivé aspekty mohou teoreticky problémy v některých oblastech dokonce zhoršovat. V současnosti existuje jen málo důkazů, které by podpořily nebo zpochybnily většinu z těchto tvrzení. Nelze očekávat, že otevřené recenzní řízení bude perfektní a odstraní všechny problémy zavřeného recenzování. Stále se může docházet k pochybením - úmyslným i nevědomým, založeným na předsudcích - otevřený proces by ale měl tato pochybení lépe odhalit a případně poškodit reputaci recenzentů, kteří jednají nevhodně.

## Typy otevřeného recenzního řízení

### Verze s otevřenou účastí

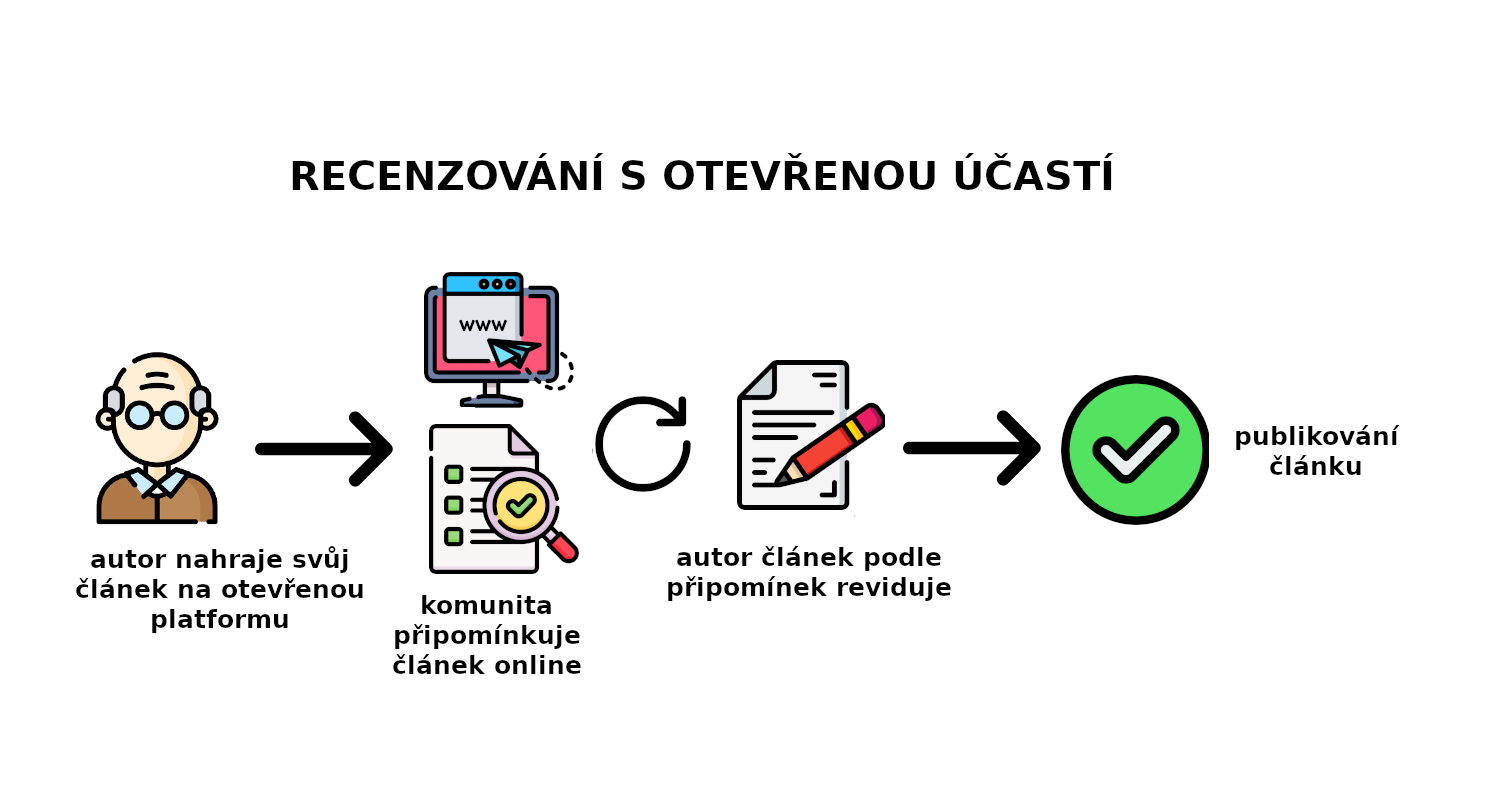
Proces otevřeného recenzování s komunitní účastí

- Rukopis je bez zdržování publikován na platformě sloužící jako fórum, kde mohou návštěvníci zanechávat svoje komentáře
- Potenciální výhody:
  - Zvýšení kvality (autoři nebudou veřejně publikovat nekvalitní texty)
  - Rychlé zveřejnění nových výsledků
  - Podpora vědecké diskuze a spolupráce
- Tento postup využívají například platformy The Winnower, Copernicus Publications.[6]

### Post-publikační recenzní řízení

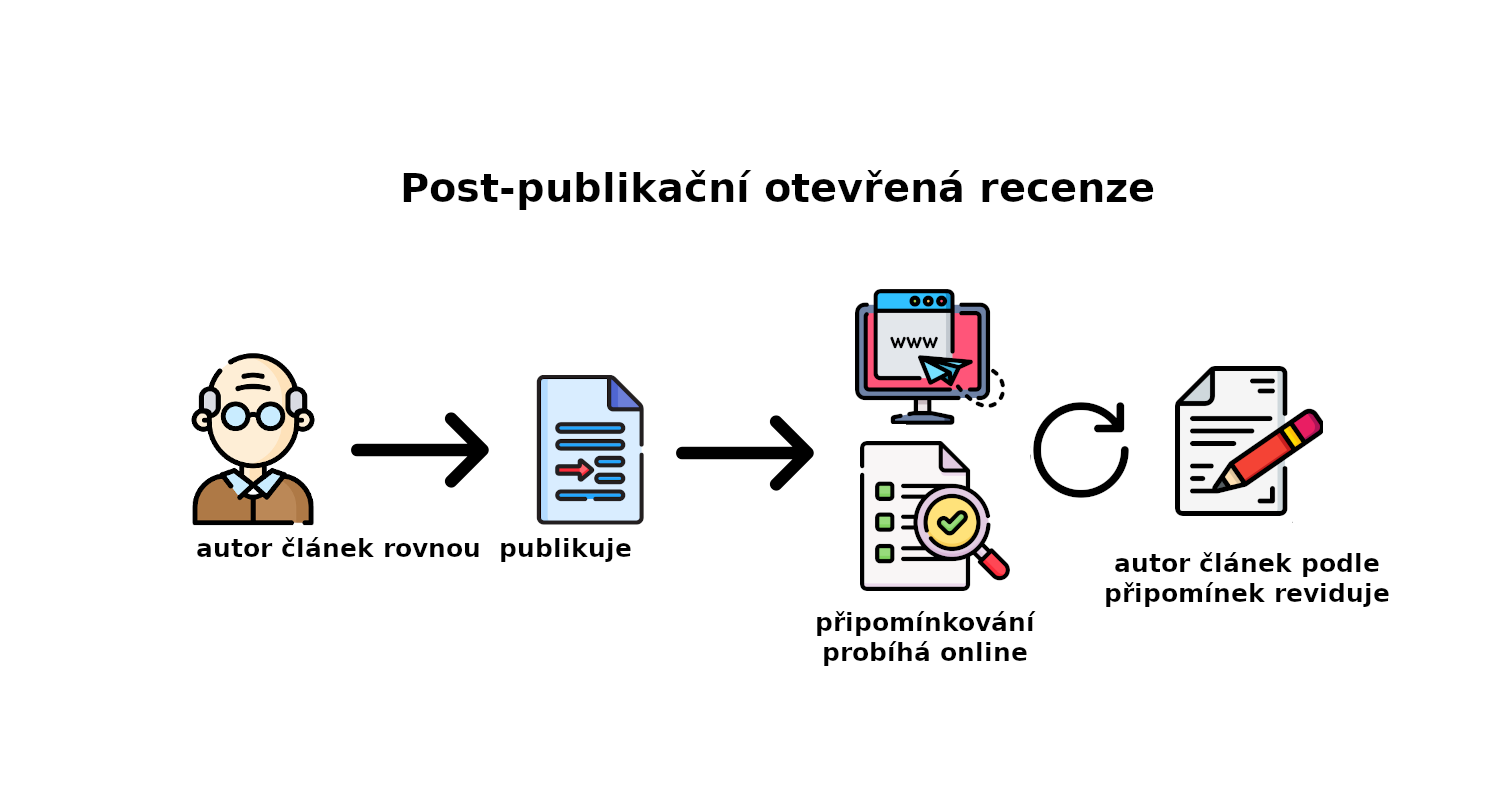
Proces post-publikačního recenzního řízení

- Po zveřejnění je recenzní proces otevřen komunitě. Veškeré komentáře, doporučení a hodnocení recenzentů jsou zveřejněny spolu s článkem
- Potenciální výhody:
  - Větší transparentnost
  - Rychlejší šíření vědeckých výsledků
- Toto řízení využívají například F1000Research, The Winnower, ScienceOpen[6] nebo Open Research Europe

### Oddělené recenzní řízení:

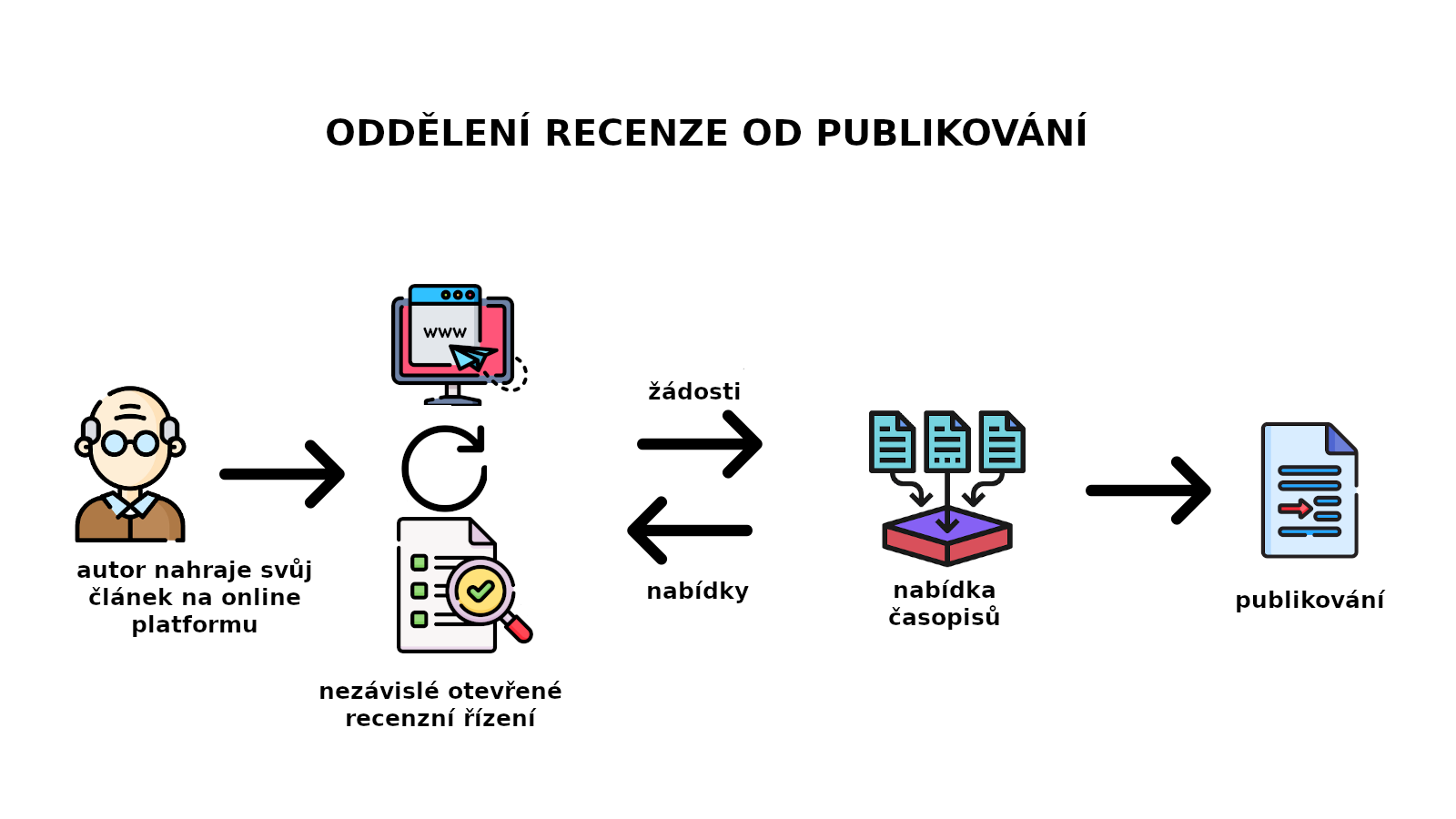
Proces oddělení recenze článku od jeho publikování

- Nezávislá služba odděluje proces kontroly od vydavatelů
- Autoři mohou zasílat své recenzované práce do libovolných časopisů a časopisy mohou oslovovat autory s nabídkou publikací
- Potenciální výhody:
  - Strukturovaný a rychlý proces
  - 1 recenze umožňuje zaslat práci do více časopisů
  - Hodnocení je transparentní a důvěryhodné díky trvalým identifikátorům
- Příklady: Peerage of Science Archivováno 26. 1. 2022 na Wayback Machine., Publons[6]

## Nevýhody otevřeného recenzování
Aspekty zmíněné výše s sebou nesou i určité nevýhody: například otevřené identity podle dostupných důkazů často nevede ke zkvalitnění recenzních hodnocení. Kvůli otevírání recenzní často sami recenzenti odmítají účast na hodnocení. Zejména obtížné může být nalezení recenzentů pro články autorů, kteří jsou v oboru známí a pokud budou nalezeni, pak se nelze spolehnout na to, že budou ve své recenzi upřímní.
Ani zapojení širší komunity do procesu hodnocení není bezproblémové, například proto, že není zaručené, že samozvaní komentátoři budou kvalifikovaní specialisté. Navíc spoléhání pouze na komentáře z komunity může způsobit, že se nikdo nezapojí a článek zůstane bez hodnocení
Z pohledu editorů se také objevuje obava, že otevřený proces povede k nevýrazným až nesmělým recenzím. Recenzenti mohou své komentáře omezit na technické záležitosti, které je lehčí obhájit a složitějším oblastech jako je obecný zájem nebo koncepční novost se mohou vyhýbat. Jediným způsobem, který by potom vedl ke skutečně upřímné zpětné vazbě by byla komunikace recenzenta a autora “mimo záznam”, což by naprosto zmařilo myšlenku otevřeného procesu. 

## Platformy a časopisy, které používají otevřené recenzování

### Open Research Europe
Open Research Europe (ORE) je publikační platforma provozovaná Evropskou komisí, která představuje snadno použitelný a kvalitní prostor pro publikování výzkumů vzniklých v rámci programů Horizon 2020 a Horizon Europe. 
Publikační proces v rámci ORE pracuje s post-publikačním recenzním řízením. Poté, co autoři nahrají svůj článek (preprint) na ORE, zavazují se, že ho nebudou publikovat na jiné platformě nebo v jiném časopisu. Následně jsou ke každému článku vybíráni a zváni odborní recenzenti, jejichž recenze jsou spolu s jejich jmény zveřejněni vedle původního článku. Autoři mají možnost k recenzím přidávat své komentáře a publikovat revidované verze svého článku. Všechny verze článku jsou propojeny a lze je nezávisle citovat. 

### BioMed Central (BMC)
BMC je průkopník v publikování s otevřeným přístupem, má vyvíjející se portfolio vysoce kvalitních recenzovaných časopisů, včetně titulů se širokým zájmem, jako jsou BMC Biology a BMC Medicine, odborných časopisů jako Malaria Journal a Microbiome a řady BMC. BMC je součástí Springer Nature.

### Copernicus Publications
Od roku 2001 vydávají vysoce uznávané recenzované časopisy s otevřeným přístupem. Prostřednictvím interaktivního vícestupňového publikování s otevřeným přístupem se stali jedním z prvních, kdo přinesl skutečnou transparentnost do zajišťování vědecké kvality.
časopisy:
- Atmospheric Chemistry and Physics (ACP):
- Biogeosciences (BG):
- Climate of the Past (CP)
- Earth System Science Data (ESSD)
- Hydrology and Earth System Sciences (HESS)
- Ocean Science (OS)
- SOIL

### eLife
eLife posuzuje vybrané preprinty ve všech oblastech biologie a medicíny a zároveň zkoumá nové způsoby, jak zlepšit hodnocení a publikování výzkumu. Investuje do open source technologických inovací s cílem modernizovat infrastrukturu pro vědecké publikování a zlepšit online nástroje pro sdílení, používání a interakci s novými výsledky. eLife se zavázal spolupracovat s celosvětovou výzkumnou komunitou na podpoře odpovědného chování ve výzkumu.

### F1000Research
F1000Research je publikační platforma využívající principy otevřené vědy pro vědce, vědce a klinické lékaře, která nabízí rychlou publikaci článků a dalších výzkumných výstupů bez redakční zaujatosti.

### Review Commons
Review Commons je platforma pro vysoce kvalitní nezávislé odborné posudky v oblasti biologických věd. Poskytuje autorům tzv. Refereed Preprint, který obsahuje rukopis autorů, zprávy z jednoho kola recenzního řízení a odpovědi autorů. Review Commons také usnadňuje autorem řízené odesílání referenčních předtisků do přidružených časopisů, aby se urychlila redakční úvaha, snížilo se opakované hodnocení seriálů a zefektivnilo se publikování. Review Commons převádí Refereed Preprints jménem autorů do bioRxiv a 17 přidružených časopisů od EMBO Press, eLife, ASCB, The Company of Biologists, Rockefeller University Press a PLOS.